# セミフ・シェンテュルク
セミフ・シェンテュルク（Semih Şentürk, 1983年4月29日 - ）は、トルコ・イズミル出身の元サッカー選手。元トルコ代表。現役時代のポジションはフォワード。
フェネルバフチェでは、なかなかスタメン出場もできない状況が長らく続いていた。しかし、2007-08シーズンでは頭角を現し、通算17ゴールを挙げ、そのシーズンのスュペル・リグ得点王に輝いた。
UEFA EURO 2008ではグループリーグスイス戦や、準々決勝クロアチア戦、さらに準決勝ドイツ戦において、劣勢の中で同点ゴールを挙げ、勝負強さを発揮した。結果的に同大会ではチームトップの3得点を挙げ、トルコのベスト4進出に貢献した。

## 所属クラブ
- 1999-2002  フェネルバフチェSF A2（トルコ語版）
- 2001-2013  フェネルバフチェSK
  - →2001-2002  イズミルスポル (loan)
- 2013-2014  アンタルヤスポル
- 2014-2016  イスタンブール・バシャクシェヒルFK
- 2016-2018  エスキシェヒルスポル

## タイトル

### クラブ
フェネルバフチェSK
- スュペル・リグ : 2000-01, 2003-04, 2004-05, 2006-07, 2010-11
- テュルキエ・クパス : 2011-12, 2012-13
- テュルキエ・スュペル・クパス : 2007, 2009

### 個人
- スュペル・リグ得点王 : 2007-08